# Villebois
För andra betydelser, se Villebois (olika betydelser).
Villebois är en kommun i departementet Ain i regionen Auvergne-Rhône-Alpes i östra Frankrike. Kommunen ligger  i kantonen Lagnieu som ligger i arrondissementet Belley. Kommunens areal är 14,46 km². År 2022 hade Villebois 1 200 invånare.

## Befolkningsutveckling
Antalet invånare i kommunen Villebois
Referens: INSEE